# Ornipholidotos peucetia
Ornipholidotos peucetia е вид пеперуда от семейство Синевки (Lycaenidae). Видът не е застрашен от изчезване.

## Разпространение
Разпространен е в Демократична република Конго, Замбия, Зимбабве, Кения, Малави, Мозамбик, Руанда, Сомалия, Танзания, Уганда и Южна Африка (Квазулу-Натал).